# Râul Zbruci
Zbruci (în poloneză Zbrucz, în ucraineană Збруч, transliterat: Zbruci) este un râu care străbate vestul Ucrainei, fiind afluent de stânga al fluviului Nistru.

## Geografie
Râul Zbruci izvorăște din apropierea satului Șasnivka (raionul Pidvolocisk, regiunea Tarnopol) aflat în provincia istorică Volînia, din centrul Podișului Podoliei, curge de la nord la sud și formează numeroase meandre înainte de a se vărsa în Nistru într-o prăpastie adâncă din dreptul satului Isakivți (raionul Kameneț-Podolsk, regiunea Hmelnițki). Confluența celor două râuri are loc în amonte de orașul Hotin, în apropierea punctului de întâlnire al frontierelor Ucrainei și Republicii Moldova. 
El străbate teritoriile regiunilor Tarnopol și Hmelnițki. Printre localitățile străbătute de Zbruci se află orașele Pidvolocisk, Volocisk, Husiatîn, Skala-Podilska și Okopî. 
Are o lungime de 247 km și un bazin hidrografic de 3.330 km². Lățimea râului este de 8–11 m, adâncime medie de 1,5–2 m, iar adâncimea maximă de 2,5–4 m. Debitul său mediu este de 7 m³/s în satul Vîtkovți (în ucraineană Витковцы). Principalii afluenți sunt Hnila (dreapta) și Bovaneț (stânga).
Cursul râului este meandrat, formând mai multe ostroave. Pe cursul mijlociu, străbate o vale în formă de V (canion)cu pante abrupte, râpi și chei, în care are o lățime de 0,5-1,6 km. Au fost construite hidrocentrale (Bodnarivska și Martînkivska) și aproximativ 140 de iazuri. 

## Istorie
În antichitate, pe malul râului au existat așezări omenești și s-au desfășurat activități de transport pe apă. Râul a fost navigabil în acele vremuri. Între anii 1933-1934, în perioada construcției hidrocentralei Satanovski s-au găsit monede bătute de împăratul roman Gordian III în Tracia. 
În secolul al X-lea, cneazul Vladimir al Kievului a stăpânit aceste teritorii, Galiția intrând în stăpnirea Rusiei kievene. Râul a fost folosit în transportul de mărfuri până la Nistru. 
În Evul Mediu, râul Zbruci a împărțit teritoriile Poloniei și Lituaniei (Galiția și Podolia). În 1434 a fost fondat Voievodatul Podoliei cu centrul la Camenița. De-a lungul râului Zbruci a fost construită una din liniile de apărare împotriva invaziilor turco-tătare. Au fost realizate fortificații.
La vărsarea Zbrucilor în Nistru, regele Ioan III Sobieski (1674-1696) a construit Cetatea Sf. Treime din Okopî - cunoscută prin drama Nie-Boska komedia (Comedia Nedivină) a lui Zygmunt Krasiński (1812-1859).
Între anii 1772 și 1793 râul Zbruci a fost frontiera între Polonia și Austria, apoi în perioadele 1793-1809 și 1815-1918 a separat teritoriul Regatului Galiției din Imperiul Austro-Ungar de cel al Imperiului Rus. Între anii 1914-1917 s-au desfășurat lupte între trupele austro-ungare și cele rusești.
După eșecul încercării de eliberare a Galiției de către ucraineni, la 16 iulie 1919 Armata Ucraineană din Galiția s-a retras din Galiția și a trecut în Republica Populară Ucraineană. Ca urmare a Alianței polono-ucrainene din 1920 s-a încercat să se stabilească râul drept graniță între Polonia și Ucraina. În noiembrie 1920, bolșevicii au obținut o victorie pe malul stâng al râului. 
După încheierea Tratatului de la Riga (1921), frontiera polono-sovietică a fost stabilită în această zonă, de-a lungul râului Zbruci. Această situație a dăinuit până în septembrie 1939, când URSS a trecut râul și a invadat Polonia.
În 1941, Armata germană a ocupat linia râului și a numit în regiune un guvernator general. În 1944, trupele sovietice au traversat râul Zbruci și au reocupat teritoriul Galiției.
Astăzi, râul Zbruci marchează limita administrativ-teritorială între regiunea Tarnopol și regiunea Hmelnițki.
Pe malul râului se află Castelul Kudrîneț, Castelul Cernokozîneț, Rezervația Medoborî și Parcul Natural Național "Podilski Tovtrî".
Idolul Zbrucilor — o sculptură a unei zeități slave din secolul al IX-lea, de forma unei columne cu câte un cap pe cele patru fețe și care este una dintre rarele dovezi ale credințelor pre-creștine ale slavilor — a fost descoperit în albia râului în 1848, în dreptul satului Lîcikivți (în ucraineană Личківці, în poloneză Liczkowce) din apropiere de Husiatîn.